# Metropolitan Borough of Rochdale
Rochdale – dystrykt metropolitalny w hrabstwie ceremonialnym Wielki Manchester, w Anglii.

## Miasta
- Heywood
- Littleborough
- Middleton
- Milnrow
- Rochdale

## Inne miejscowości
Birtle, Bamford, Calderbrook, Castleton, Healey, Newhey, Norden, Rhodes, Smithy Bridge, Tunshill, Wardle.